# Dresden (Jan Garbarek)
Dresden is een livelabum van Jan Garbarek en zijn begeleidingsband in 2007. Het album verscheen op een tijdstip dat Garbarek al een aantal jaren geen studioalbum heeft uitgegeven. Er was volgens ECM Records een roep om een livealbum van deze Noorse saxofonist; Dresden is tot dan toe het enige livealbum van Garbarek. Later zou nog een livealbum volgen, doch de opnamen dateren uit 1981.
Alhoewel het tot 2009 zijn enige livealbum is, toerde Garbarek zowel daarvoor als daarna. Een toer in 2014 deed hij samen met het Hilliard Ensemble. Dresden bevat opnamen gemaakt tijdens het concert van 20 oktober 2007 in Alter-Slachthof in Dresden.   

## Musici
- Jan Garbarek – sopraansaxofoon, tenorsaxofoon, seljefluitje
- Rainer Brüninghaus – toetsinstrumenten
- Yuri Daniel – basgitaar
- Manu Katché – slagwerk

## Muziek

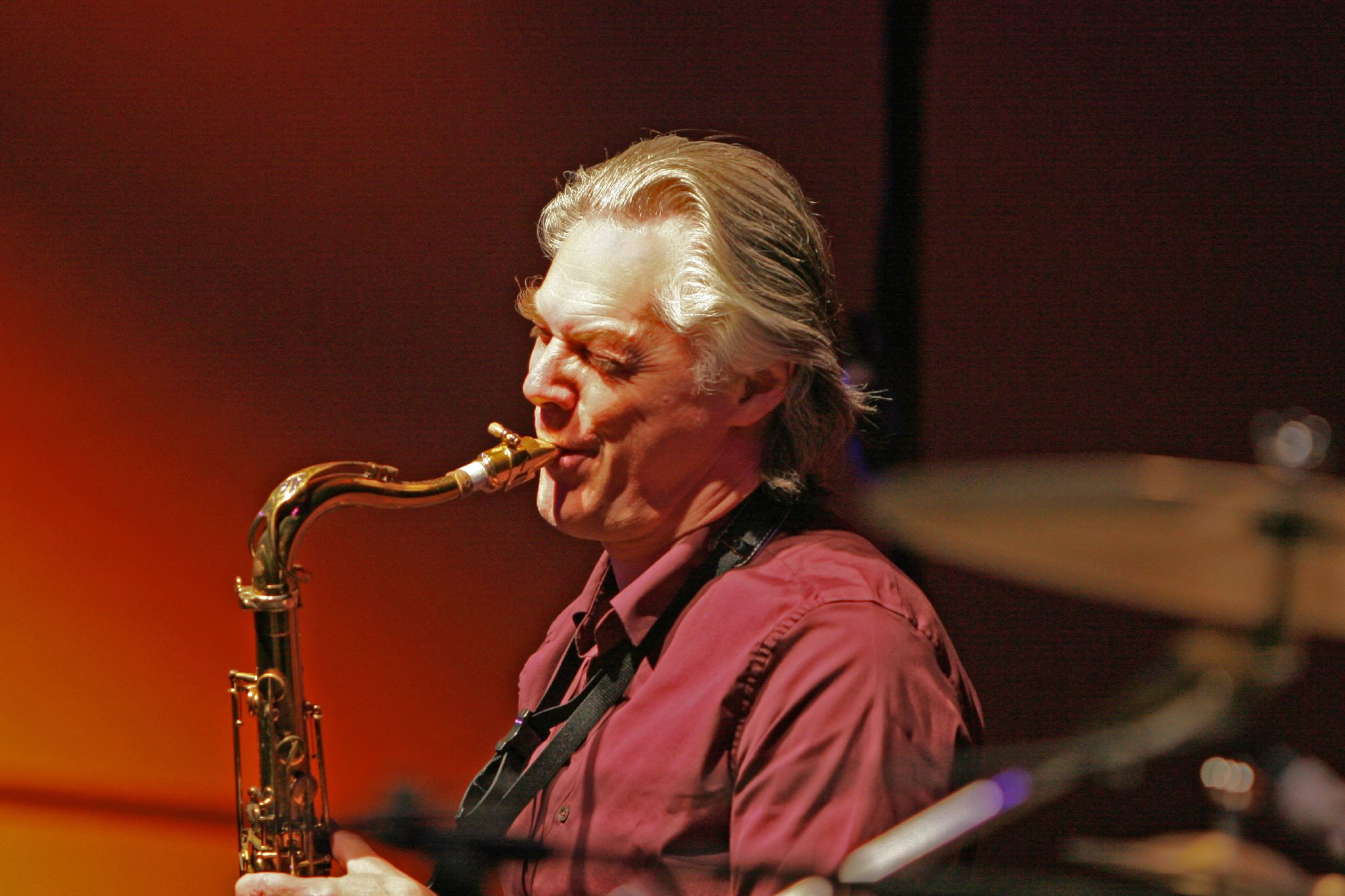
Jan Garbarek live in Athene (2007)

| Nr. | Titel                                                  | Duur  |
| --- | ------------------------------------------------------ | ----- |
| 1.  | Paper nut (L. Shankar)                                 | 7:56  |
| 2.  | The tall tear trees (Garbarek)                         | 5:14  |
| 3.  | Heitor (Garbarek)                                      | 9:16  |
| 4.  | Twelve moons (Garbarek)                                | 10:43 |
| 5.  | Rondo amoroso (Harald Sæverud, Garbarek)               | 6:59  |
| 6.  | Tao (Daniel)                                           | 4:45  |
| 7.  | Milagre dos peixas (Milton Nascimento, Fernando Brant) | 12:53 |

| Nr. | Titel                                       | Duur  |
| --- | ------------------------------------------- | ----- |
| 1.  | There were swallows (Garbarek)              | 7:18  |
| 2.  | The reluctant saxophonist (Garbarek)        | 8:30  |
| 3.  | Transformations (Brüninghaus)               | 7:18  |
| 4.  | Once I dreamt a tree upside down (Garbarek) | 7:18  |
| 5.  | Fugl (Garbarek)                             | 6:00  |
| 6.  | Maracuja (Garbarek)                         | 7:44  |
| 7.  | Grooving out! (Katché)                      | 3:26  |
| 8.  | Nu bein’ (Garbarek)                         | 5:52  |
| 9.  | Voy cantando (Garbarek)                     | 11:14 |